# Kozia Góra (Pieninen)
Die Kozia Góra ist ein Berg in den polnischen Mittleren Pieninen, einem Gebirgszug der Pieninen, mit 771 Metern Höhe. Sie liegt in den Czorsztyner Pieninen. Der Gipfel liegt ungefähr 300 Meter über dem Tal des Dunajec.

## Lage und Umgebung
Die Kozia Góra liegt im Hauptkamm der Pieninen. Südöstlich des Gipfels liegt der Dunajec-Durchbruch, nördlich liegt das Tal der Krośnica.

## Etymologie
Der Name Kozia Góra lässt sich als Ziegenberg übersetzen.

## Tourismus
Der Gipfel ist von allen umliegenden Ortschaften leicht auf markierten Wanderwegen erreichbar. Er liegt im Pieninen-Nationalpark.

### Routen zum Gipfel
Markierte Routen zum Gipfel führen von Szczawnica und Czorsztyn:
- ▬ der blau markierte Kammweg von Czorsztyn über die Czorsztyner Pieninen auf den Gipfel und weiter auf den Bergpass Przełęcz Szopka sowie den Gipfel der Trzy Korony in die Pieninki und hinab zum Fluss Dunajec zur Überfahrt Nowy Przewóz nach Szczawnica.